# Columnea microphylla
Columnea microphylla là một loài thực vật có hoa trong họ Tai voi. Loài này được Klotzsch & Hanst. ex Oerst. mô tả khoa học đầu tiên năm 1861.

## Hình ảnh

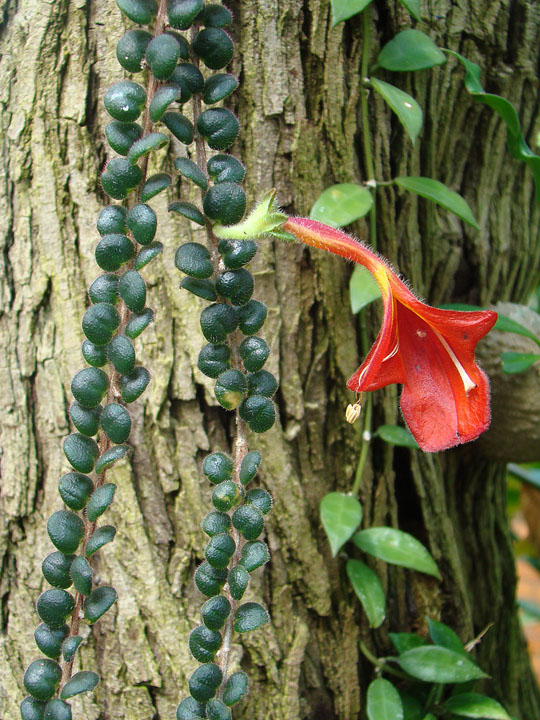